# Cultura San Agustín

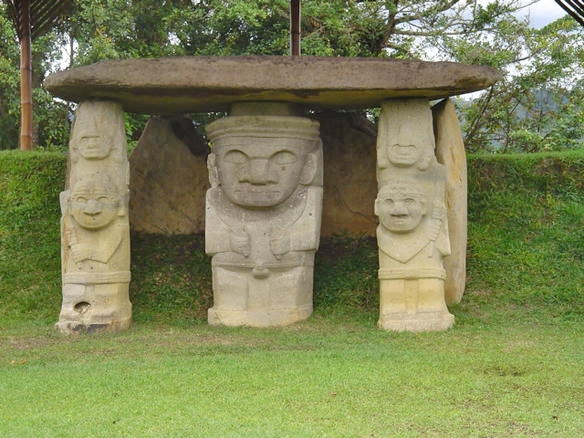
Estàtues en un monument sepulcral del culte indígena de Sant Agustín a Colòmbia

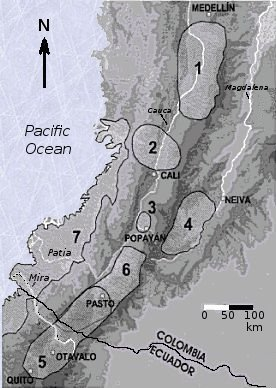
Cultures ameríndies del sud-oest colombià. La cultura San Agustín és el número 4

Amb el nom de San Agustín es coneix a Colòmbia una important regió arqueològica, en la qual s'han trobat diversos centenars d'escultures monolítiques, que indiquen que hi florí des de temps remots una cultura, que hui és objecte d'estudi per part de missions científiques per establir els orígens i els trets peculiars d'aquest poble. Aquesta cultura començà a partir del s. XXXIII ae; al s. VII ae ja és una cultura que presenta un considerable desenvolupament, segons les dates de carboni 14 de mostres orgàniques obtingudes recentment, associades a l'agricultura, la ceràmica, l'orfebreria i l'art escultòric.
Les diferències marcades entre objectes, indumentària, vestuari i treball lític, observades en les escultures, fa suposar que la necròpoli de San Agustín fou una regió on diverses ètnies sud-americanes, des de llocs distants, portaven els seus morts principals a sepultar; de la qual formen part el Parc Arqueològic Nacional de Tierradentro i el Parc Arqueològic de San Agustín.

## Desplaçament
San Agustín és un topònim que data del s. XVII i amb el qual es designa una regió muntanyenca del sud de Colòmbia, on va florir una cultura mil·lenària. La zona es troba a la serralada andina, recolzada en una de les bases del massís Colombià. No lluny d'allí, al Páramo de las Papas, naixen alguns dels principals rius del país, que creuen el territori colombià en diferents sentits i en llargs recorreguts aconsegueixen cabals navegables. El riu Magdalena és una de les més importants vies de navegació i entrada cap a l'interior, transitada des de temps plistocènics i per on arribaren els europeus que van envair i conquistar les terres dels muisques. El Cauca és el seu més gran tributari, que irriga fèrtils valls inter-andines, riques en filons i al·luvions aurífers, terra on s'assentaren els quimbaies i altres consumats orfebres amerindis. El Riu Caquetá, que ix a l'Amazones, després d'irrigar el peu de muntanya andina i en el curs mitjà i baix del qual habiten encara grups indígenes, alguns descendents, potser, dels antics escultors de San Agustín.

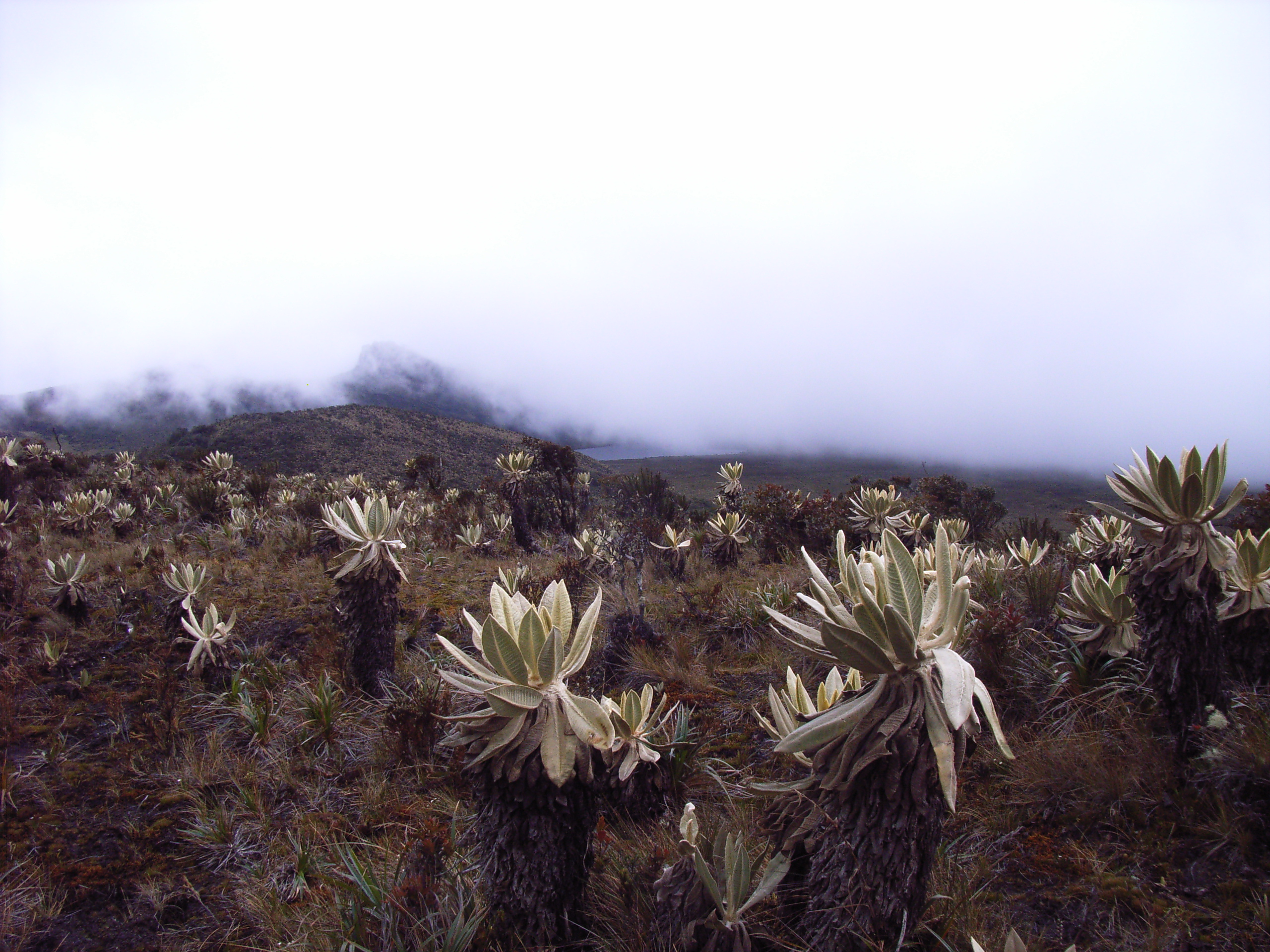
El Páramo de las Papas al massís Colombià

El paisatge geogràfic és de pujols ondats i plans inclinats que baixen fins a estretes i fondes gorges d'origen al·luvial. Al fons es poden albirar els imponents cims del massís, com es denomina el nus muntanyenc andí del sud de Colòmbia.
A l'àrea de San Agustín, l'accidentat relleu determina una ràpida successió de climes, des del fred del Páramo de las Papas arribant a temperat als vessants i congosts de la serralada, aquests emmarquen l'àmbit en què començà, a partir del s. XXXIII ae, una cultura que presenta ja un considerable desenvolupament al segle vii aC.

## Vestigis arqueològics

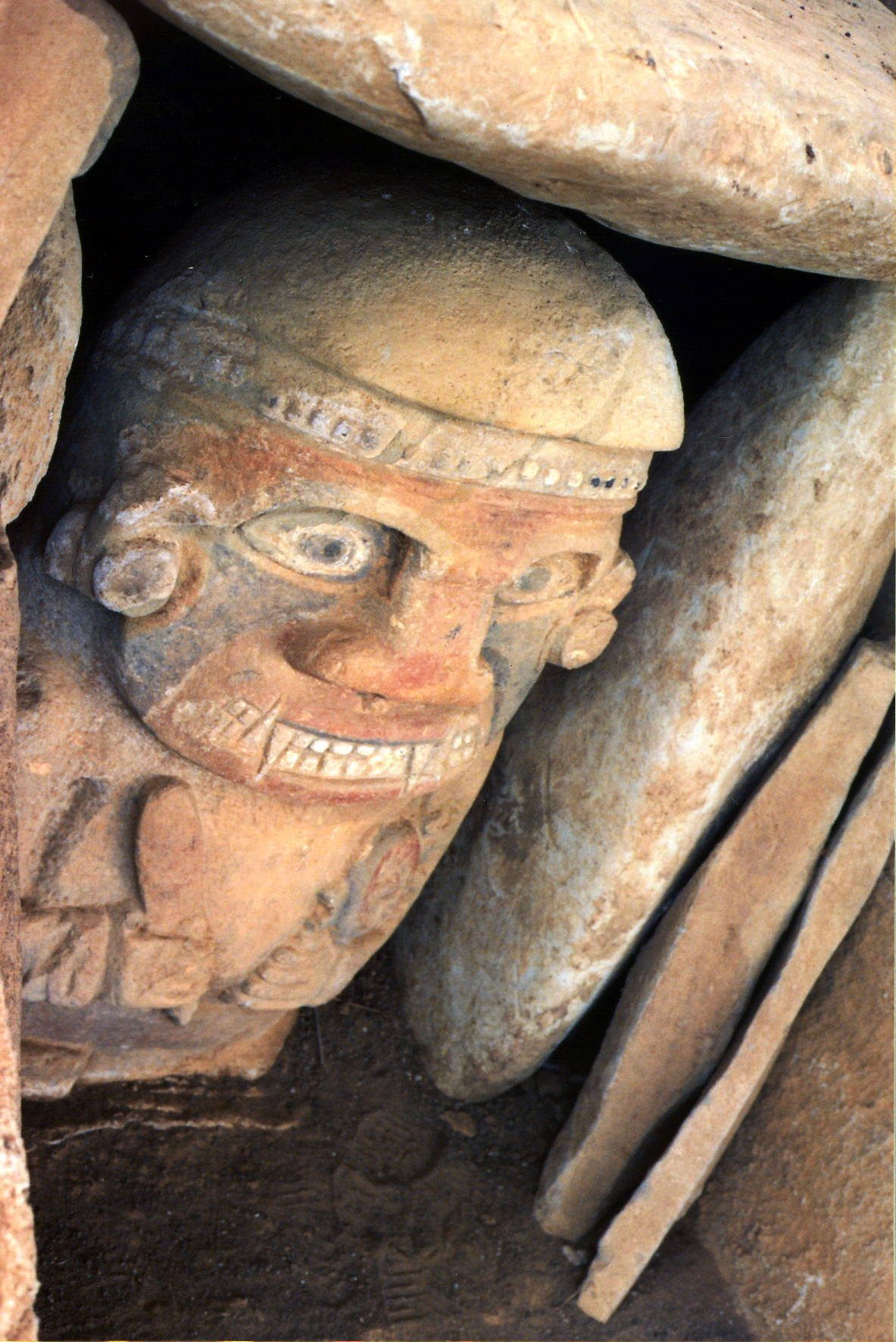
Tomba policroma

La zona on es troben les relíquies ameríndies se situa en una regió que correspon als actuals municipis de San Agustín, Isnos i Saladoblanco. Vestigis pareguts s'han identificat també cap al vessant que cau sobre l'Amazònia, sobretot a la localitat de Santa Rosa del Caquetá. S'ha de tenir en compte que una vasta extensió d'aquesta zona està encara sense explorar, en especial les zones que pugen cap a la Vall de las Papas, cobertes per una densa vegetació selvàtica que només fins a anys recents començà a ser desmuntada de tant en tant per les avançades colonitzadores. En aquesta àrea apareixen, aïllats els uns dels altres, nuclis d'estàtues i tombes, a manera de centres cerimonials. La tradició històrica ha assenyalat aquests llocs amb noms especials, que en la seua major part es conserven fins hui, com Mesitas, Lavapatas, Ullumbe, Alto de los Ídolos, Alto de las Piedras, Quinchana, El Tablón, La Chaquira, La Parada, Quebradillas, Lavaderos i altres.
En aquests llogarets s'han trobat concentracions de tombes, algunes revestides amb grans lloselles i amb sarcòfags monolítics a dins, cobertes amb monticles artificials que arriben fins a 30 m de diàmetre i 5 m d'alçada; estàtues de més de 4 m i de diverses tones de pes. El treball lític més destacat és l'anomenada Fuente de Lavapatas, un llit rocós del congost del mateix nom, on els nadius llauraren una fantàstica font cerimonial, amb tres piletes i nombroses figures serpentiformes i batracomorfes en baix relleu, circumdades per diminuts canals pels quals corre l'aigua de manera harmoniosa. El lloc era consagrat al culte de les deïtats aquàtiques i a la pràctica de cerimònies de curació.

## Descobriment del lloc i treballs posteriors
Des de mitjan s. XVI (1536-1539) la regió del sud dels Andes de Colòmbia va ser creuada per expedicionaris espanyols, que hi van fundar poblacions que en poc de temps tindrien gran significació en el procés colonitzador, com Pasto, Popayán, Almaguer, Timaná, i altres. Sebastián de Belalcázar i Garcia de Toledo avançaren per les terres del massís fins a arribar a l'Alto Magdalena, precisament on se situa San Agustín, abans que el primer d'ells seguís cap al nord per trobar-se amb les hosts de Gonzalo Jiménez de Quesada a les terres dels muisques, on els espanyols acabaven de fundar Bogotà. A aquestes expedicions en seguiren altres, en què contactaren amb grups indígenes que allí habitaven i a les quals es refereixen diversos documents guardats als arxius de Colòmbia i l'estat espanyol. En cap d'aquestes fonts, però, apareix cap notícia relacionada amb els monuments arqueològics de San Agustín, ni els amerindis de la zona en revelaren l'existència als invasors. A partir del s. XVIII, quan s'hi inicià l'acció destructora dels cercadors de tresors es començaren a conéixer els treballs escultòrics que hi havia a la zona.

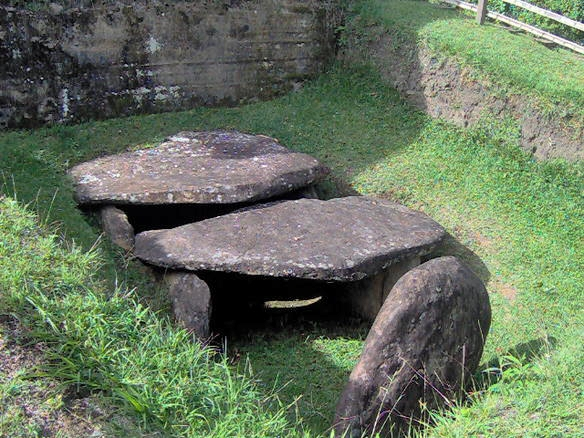
Tombes de la cultura San Agustín

La primera informació sobre les ruïnes arqueològiques de San Agustín apareix en l'obra Meravelles de la natura, escrita pel missioner mallorquí fra Joan de Santa Gertrudis, de l'orde Observant, que visità diverses vegades el llogaret, la primavera del 1756. La seua crònica de viatge, iniciada a Cartagena d'Índies i acabada a Lima, quedà inèdita a Palma prop de dos segles, fins quan al 1956 fou enviada a Colòmbia una còpia del manuscrit i publicada en el mateix any en la sèrie Biblioteca de la Presidència.
És una descripció molt superficial d'alguns dels monuments. Santa Gertrudis relata com, ja des d'aquesta època, els cercadors de tresors s'obstinaven a remoure les estructures funeràries.Després vingueren la visita del naturalista Francisco José de Caldas (1797), del geògraf italià Agostino Codazzi (1857) i Carlos Cuervo Márquez (1892), entre els principals del s. XIX. El 1914 és quan realment s'inicia l'estudi científic dels vestigis, amb la visita a la regió de l'investigador alemany Konrad Theodor Preuss i després amb les exploracions de l'arqueòleg José Pérez de Barradas i del colombià Gregorio Hernández de Alba (1937), Luis Duque Gómez, Eduardo Unda i Tiberio López (1943-1960), Gerardo i Alicia Reichel-Dolmatoff (1966), Julio César Cubillos amb Luis Duque Gómez, missió aquesta última que avançà la més intensa exploració dels jaciments, en temporades de treball que anaren des de 1970 fins a 1977, sota el patrocini de la Corporació Nacional de Turisme i la Fundació de Recerques Arqueològiques del Banc de la República de Colòmbia.

## Poble escultor
La recerca arqueològica ha facilitat la reconstrucció de bona part de les pautes culturals d'aquest poble que habità l'Alto Magdalena. Se sap hui que la base principal del seu suport econòmic fou l'agricultura de ladacsa, del cacauet, de la Guilielma gasipaes i de la mandioca, sumada a activitats complementàries de pesca i caça. Evidències d'aquestes labors han estat comprovades en estrats que daten del s. VII ae i que expliquen els trets fonamentals del seu art escultòric, íntimament relacionat amb les concepcions cosmogòniques i religioses. Això contrasta molt amb l'estructura simple dels seus habitatges, que eren de planta circular i de coberta de palla, fet que explica plenament Cieza de León (1518-1560), un cronista de la conquesta espanyola.
Les cases es construïen amb materials peribles, per la qual cosa no n'han quedat més senyals que els orificis on es clavaren els taulons redons que formaven els murs i que sostenien els sostres, fent recintes de tres, cinc i fins a 9 m de diàmetre, aquests últims destinats segurament a l'estatge dels caps de la tribu o dels xamans. Un habitatge el solien formar diversos bohíos, situats molt a prop els uns dels altres. Hi tenien els dormitoris, els fogons, que eren tres o quatre pedres semiarredonides, damunt les quals col·locaven els atuells destinats a la cocció, quan no empraven olles trípodes, de suports alts i massissos. També apareixen dins del perímetre de les cases, o molt a la vora, petjades dels seus petits tallers i els llocs assenyalats per llançar els residus.
L'orografia de la regió, caracteritzada per suaus ondulacions d'origen volcànic, delimitades pel curs de nombrosos rierols i congosts, determinà un cànon de poblament dispers a l'àrea de San Agustín, semblant al que s'observa en les altres regions del que és hui Colòmbia i que encara persisteix en l'àmbit rural.
Els nuclis de població solen coincidir amb l'emplaçament de grups d'estàtues i aquestes amb els cementeris. El crescut nombre de sepulcres indica o bé una alta densitat de població en aquells temps, o bé l'existència d'un centre cerimonial, consagrat al culte dels morts. La presència d'estàtues i de cementeris en quasi tots els turons de la regió és un clar testimoniatge de la dilatada extensió territorial que hauria tingut aquest suposat centre, en els actuals municipis de San Agustín, San José de Isnos i Saladoblanco, on es congregarien periòdicament les tribus que poblaven les àrees veïnes i les que tenien les seues estances en aquells llocs, sobretot els escultors i els caps religiosos, per a la pràctica de les cerimònies del culte funerari.

## Cultura (organització social)
Els trets peculiars que caracteritzen la florida de la cultura de San Agustín, entre el 300 de al 800 de, tals com el gran desenvolupament de l'estatuària lítica, que presenta una etapa ja molt avançada des del s. VII ae, la construcció de grans terraplens o terrasses per a la localització de les necròpolis, l'edificació de murs de contenció, les tombes revestides amb grans lloselles de pedra, algunes, les principals, cobertes amb monticles artificials coronats amb templets funeraris, les fonts cerimonials llaurades en la roca viva, reflecteixen una avançada organització del treball i una estratificació sociopolítica. L'escultura, en particular, indica clarament una veritable especialització del treball, ja que aquesta activitat, donat el grau de complexitat i avançament que assoliren els seus artífexs, suposa una gran habilitat professional, un notable talent artístic i sobretot un profund coneixement de les creences religioses de la tribu, per una llarga tradició d'aquestes manifestacions religioses. A més, diferències que s'aprecien en l'estructura dels sepulcres d'un mateix jaciment, sense indicacions clares d'una seqüència cultural, parlen més d'una estratificació social, perquè la ceràmica i altres elements de l'aixovar funerari testifiquen la contemporaneïtat dels uns i els altres. Tal estratificació estaria basada en la diferència entre els grups ocupacionals i en la jerarquia politicoreligiosa, consolidada en la formació de petits senyorius, una organització típica de la major part dels grups indígenes trobats pels invasors espanyols al s. XVI a la regió andina de Colòmbia.
Es pot pensar també que la gran dispersió que té l'estatuària lítica en San Agustín s'explica per haver existit entre aquests nadius una organització estructurada sobre la base de petits grups familiars, units entre si per vincles religiosos. Aquest fet podria aclarir la raó de la gran varietat de motius i estils representats en les estàtues dins d'una aparent homogeneïtat morfològica, diversitat que hauria obeït a la necessitat d'individualitzar en cada lloc la representació de les deïtats protectores del grup familiar, dins dels cànons religiosos tradicionals. El xamanisme o mohanisme hi jugaria també un paper significatiu. A l'entorn d'aquests personatges s'agruparien els petits nuclis familiars i aquells haurien format així una espècie de casta sacerdotal, amb marcada influència en l'organització sociopolítica d'una població que tenia una forta mentalitat religiosa, expressada en la rica temàtica que es manifesta en l'art escultòric.
Tot indueix a pensar que en aquest període florent d'aquesta cultura l'organització social estava molt influïda pels grups guerrers i les formes religioses per les deïtats solars i bèl·liques. Les estàtues de les Tauletes A i B del Parc Arqueològic semblen la representació més autèntica d'aquest moment cultural. Apareixen guardant l'entrada de tombes revestides de grans lloselles, amb sarcòfags monolítics dins, consagrats, segurament, a guardar les despulles mortals d'herois de la tribu o dels caps politicomilitars.

## Escultura
La manifestació peculiar de la cultura d'aquests antics pobles fou l'escultura lítica monumental. Més de 300 estàtues s'han trobat, la majoria en una àrea que apareix delimitada per les conques dels rius Magdalena, Bordones, Mazamorras i Sombrerillos i els cims del massís Colombià. Indubtablement els nadius volgueren fer d'aquesta regió un veritable centre cerimonial per a les pràctiques funeràries, presidides per grans monòlits, en què expressaren el seu estil simbòlic, sense que aquest objectiu els hagués impedit tallar formes de gran naturalisme.
Els blocs en què van ser tallades són tuf i andesites de lava, algunes de grans dimensions, fins a més de 4 m d'alçada i de diverses tones de pes. Tret de la veïna regió de Tierradentro (Cauca), en cap altra zona de Colòmbia es presenten aquests trets monumentals escultòrics i pot afirmar-se, per tant, que estan confinats a l'Alto Magdalena.

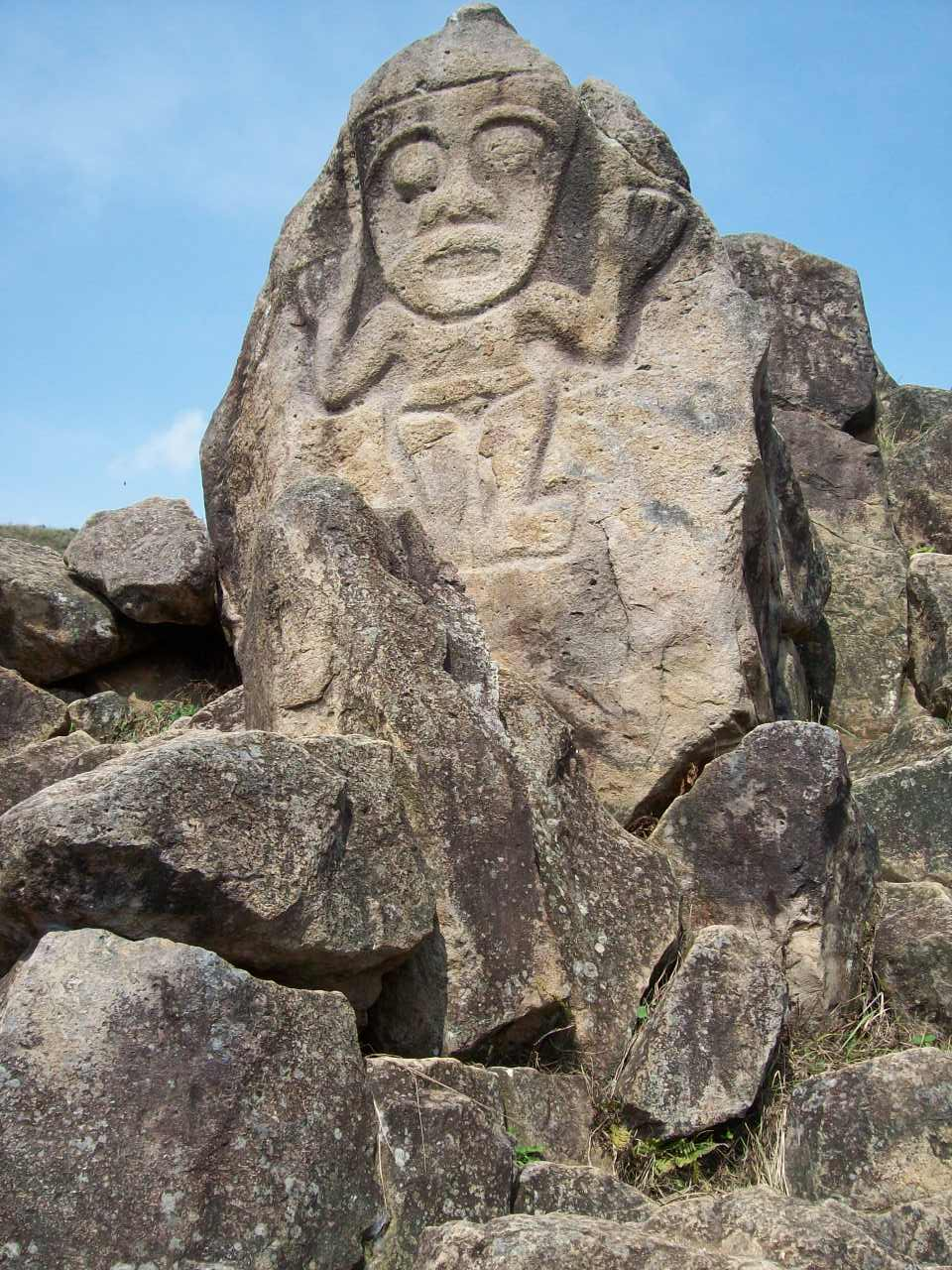
«La dea de la Chaquira» a la gorja del riu Magdalena

L'estructura general del complex arqueològic de San Agustín ofereix alguns trets molt característics, com l'homogeneïtat d'alguns elements i la seua continuïtat en els diferents períodes evolutius, la qual cosa parla en favor d'un parentiu cultural dels diferents grups que hi concorrien i d'una llarga tradició expressada en elements indicatius com la terrissa i la indústria lítica, com també en certs motius representats en les escultures, les formes ancestrals de les quals comencen almenys al s. VII ae i persisteixen, al costat d'altres posteriors, fins al s. XVI de la nostra era.
El dualisme és un tret excel·lent en la cultura de San Agustín. En l'estatuària es veuen, al costat de les representacions femenines, altres de sexe masculí. Constitueix aquesta característica una de les peculiaritats que s'han assenyalat com a pròpies del període formatiu a l'Amèrica autòctona. A San Agustín, com a Mesoamèrica, la cosmogonia dels nadius donà origen a un complicat culte cerimonial, en què tenia un paper significatiu el ritual de danses d'emmascarats. Encara persisteix aquesta pràctica entre diverses tribus que habiten a l'Amazònia, les quals usen disfresses fabricades de tela d'escorça d'arbre, pintades de colors. La majoria dels monòlits de l'Alto Magdalena porten aquestes representacions. En les col·leccions del Museu de l'Or del Banc de la República es veuen figures emmascarades, algunes d'una sorprenent semblança a les de San Agustín, com pot observar-se en les figuretes del cap de les agulles, en què la disfressa que cobreix el cap i la cara dels personatges se sosté amb les mans, igual que les que representaren els artífexs de l'Alto Magdalena en diverses escultures dels jaciments arqueològics de Quebradillas i Ullumbe.
Com va ocórrer en el període formatiu de les altres cultures de la zona andina i Mesoamèrica, els cultes religiosos estaven en íntima relació amb la seua principal base de suport econòmic, l'agricultura, com també amb la caça i la pesca. La fauna s'associa a la seua cosmogonia; per açò en les escultures apareixen representats alguns animals lligats a un fenomen natural o productiu. El sol, la lluna, el llamp, la pluja i altres fenòmens es personifiquen en els seus símbols. Les deïtats apareixen antropozoomorfitzades i estretament associades als ritus mortuoris. El sol i la lluna presideixen el seu panteó religiós.

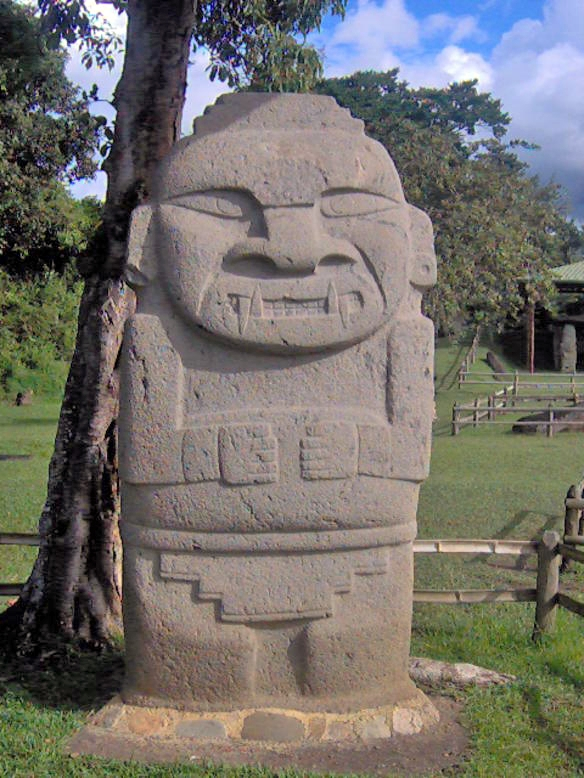
Estàtua al jaciment de Mesitas

La freqüència de la representació de la boca felina en la major part d'escultures és indicativa del culte al jaguar, que sembla un dels més antics i generalitzats entre els pobles que vivien a la zona andina i que encara persisteix en les poblacions aborígens que habiten a la selva amazònica. En altres cultures arqueològiques andines aquest element caracteritza també moltes representacions escultòriques.
També la serp ocupa un paper preponderant en les representacions escultòriques de San Agustín i en la font cerimonial de Lavapatas. Una estàtua que es troba hui al parc arqueològic, en l'anomenat "Bosc de les Estàtues", presenta les mans doblegades sobre el pit i aquestes sostenen, de la cua i del cap, una serp enrotllada. Els elements que caracteritzen aquesta escultura permeten interpretar-la com una divinitat de les pluges o com la representació d'un sacerdot en el moment d'invocar l'esperit de la deïtat perquè es pronuncie a favor del camp o de les collites.
La figura d'una àguila que sosté una serp amb el bec i amb les urpes, escultura que altres investigadors interpreten com la representació d'un mussol, tindria en el món de les creences d'aquest antic poble una significació especial. Degué ser el símbol de la creació, relacionat amb l'origen de la llum i del foc i de la jerarquia política, és a dir, el símbol per excel·lència del poder. Motius d'aus rapaces en peces d'orfebreria s'hi han trobat com a adorns personals, col·locats com a ofrenes en tombes que correspondrien a personatges de la tribu. Entre els indígenes tairones, que habitaven al nord, a la serra Nevada de Santa Marta i a la rodalia, l'àguila apareix també sovint en els objectes d'or, el mateix que entre els muisques i quimbaya.
Les escultures denominades cariàtides, perquè suportaven els sostres dels grans sepulcres en les Tauletes A i B del parc arqueològic són, potser, representacions de guerrers. Tal és el cas dels monòlits que es troben al monticle nord-oest de la Tauleta B i als monticles est i oest de la Tauleta A. En aquestes estàtues apareix figurada, en forma naturalista, la imatge de guerrers, adornats amb diademes especials i portant les seues armes (pedres arredonides, que llançaven amb la mà, escuts o rodelles, que sostenien a la mà esquerra). En altres estàtues la rodella se substitueix per una maça curta, la "macana" de què parlen les cròniques del s. XVI, usades pels panches, muzos, calima i altres grups, i que encara empren els chimiles, un poble indígena que viu prop de la serra Nevada de Santa Marta.

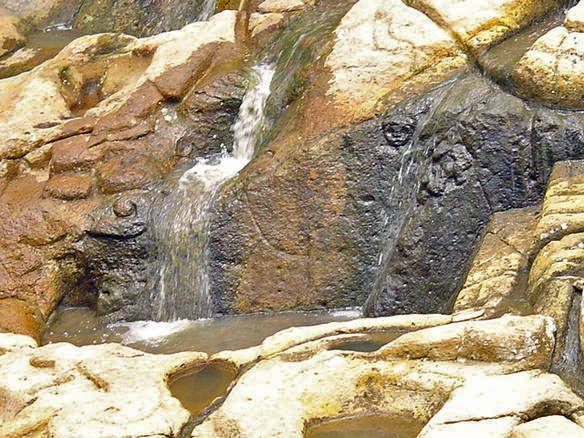
Font de Lavapatas

Les serps crestades, que apareixen com a apèndix de les figures felines que es veuen damunt dels caps dels suposats guerrers del monticle est de la Tauleta A, permeten relacionar aquestes escultures amb altres de Mesoamèrica, on aquests elements representen Quetzalcóatl, un déu bo que creà l'ésser humà amb la seua sang, li donà la dacsa, li ensenyà la indústria lítica, els teixits, l'astronomia, el calendari, certs rituals i el culte.
Altres elements de la fauna representats en aquesta estatuària són el mico i l'esquirol, en estreta relació amb els ritus de fertilitat; la granota i el llangardaix, amb les pluges i la mort; el peix, amb el cultiu de la dacsa; la ratapinyada, com a deïtat de l'agricultura. A San Agustín, l'anomenada "granota de Codazzi", descrita per aquest geògraf l'any 1857 i que estigué perduda durant prop de 200 anys, oculta sota la vegetació, està llaurada en un bloc in situ, situat als vessants que cauen sobre la foia on es troba la font de Lavapatas, a una distància de 50 m d'aquest important monument. Una granota monolítica, de grandària monumental, amb ullals i arpes, com les de l'Alto de los Ídolos i Alto de Lavapatas, a San Agustín, presidia una necròpoli en la hisenda denominada "El Marne", propera a la població d'Inzá. En l'orfebreria calima, quimbaya i tairona, la granota és un motiu freqüent.
El caragol, de diversos gèneres, apareix en moltes escultures d'aquesta cultura, sostingut amb la mà esquerra, en les representacions antropozoomorfes. A l'àrea muisca i calima se n'han trobat fets en argila, coure i or. A més de la seua funció com a trompetes, a la qual fan freqüents al·lusions els cronistes del s. XVI, el caragol significava un implement en l'ús de la masticació de la coca. S'hi guardava la substància alcalina que servia per provocar la reacció química que allibera l'alcaloide. En aquest recipient introduïen l'escuradents humitejat, que es posaven després a la boca per barrejar-lo amb les fulles de la planta i que sostenien amb els dits de la mà dreta.
Una de les escultures més interessants de la zona, i que hui es troba a la plaça de Bolívar de la població de San Agustín, és una figura antropomorfa amb barret i boca felina que sosté amb les mans un peix, la qual s'interpreta com una deïtat de les pluges. En diverses cultures ancestrals americanes aquest motiu es vincula també al cultiu de la dacsa i la seua acció fertilitzant.

## Vestits i adorns personals
Moltes figures antropomorfes que representen les estàtues apareixen completament nues o només amb lleus cobertors i amb alguns ornaments, com collarets, polseres, i orelleres. Aquest fet és curiós, ja que l'àrea de San Agustín és una regió on predomina un clima mitjanament temperat i que es refreda considerablement a mesura que s'ascendeix a la Vall de las Papas. Potser això permeta afirmar que era un poble amb una perllongada estada en terres baixes abans d'arribar als llocs on elaboraren les seues estàtues.
Diverses escultures, però, porten faldetes i barrets, fets amb tela i escorça d'arbre, com ho fan moltes tribus de l'Amazònia. Els implements per al filat, com volants de fusos, són particularment escassos en el registre dels elements trobats en les excavacions arqueològiques. Els ornats eren variats, com collarets de grans de pedra calcària i pedra dura, de color verd blavós, tubulars, amb orifici longitudinal; grans de petxina, llavors, os i d'or; adorns per al nas d'orfebreria, circulars, laminats o a manera de filferros retorçats, amb enfilades de grans de banya o pedra; arracades d'or massís, en algunes àguiles diminutes; diademes d'or, orelleres i altres adorns que s'han trobat en les excavacions i que coincideixen en la forma amb els que s'observen en les estàtues.

## Ceràmica
És fonamentalment monocroma, feta en atmosfera oxidant, pel sistema d'enrotllat i amb diferents tons ocres. Hi predominen les formes de bols petits, plats, olles trípodes, copes de suport alt. També hi ha grans atuells, destinats a l'emmagatzematge de líquids i a servir d'urnes funeràries.
La decoració n'és quasi sempre incisa, tot i que es registra també pintura negativa, negre sobre roig, des de les fases inicials de la florida de la cultura, en el període que es denomina formatiu superior. En el període final, o recent, apareix la pintura positiva bicolor, com també una decoració granulada.